# Blacksville (Virginie-Occidentale)
Pour l’article homonyme, voir Blacksville (Géorgie).
Blacksville est une ville américaine située dans le comté de Monongalia en Virginie-Occidentale.
La ville est fondée en 1829 par David Black,.
Selon le recensement de 2010, Blacksville compte 171 habitants. La municipalité, créée en 1897, s'étend sur 0,31 milles carrés (0,8 km2).